# Comuna Sarichioi, Tulcea
Sarichioi (în limba turcă: Sarıköy [sarîköi] „sat galben”, în rusă Сарикёй) este o comună în județul Tulcea, Dobrogea, România, formată din satele Enisala, Sabangia, Sarichioi (reședința), Visterna și Zebil.
Localitatea are două biserici ortodoxe: biserica „Nașterea Maicii Domnului” (cu doi preoți) și biserica „Sf. Vasile cel Mare” (un preot).
În zona satului Enisala (pe limba turcă „noua vestire”) aparținător comunei Sarichioi s-a aflat o fortăreață, construită în a doua jumătate a secolului al XIII-lea fie de genovezi, fie de bizantini în scopul controlării căilor comerciale din regiune.
Edificiul avea trei turnuri hexagonale, ceea ce i-au determinat pe experți să presupună că maeștrii constructori au fost occidentali.
Fortăreața a fost cucerită în 1388-1389 de otomani, apoi de Țara Românească și a revenit otomanilor în 1416-1417. Cetatea a fost abandonată la sfârșitul secolului al XV-lea.

## Demografie
Componența etnică a comunei Sarichioi
     Români (51,45%)
     Ruși lipoveni (38,84%)
     Alte etnii (0,29%)
     Necunoscută (9,41%)
Componența confesională a comunei Sarichioi
     Ortodocși (51,36%)
     Creștini de rit vechi (37,75%)
     Alte religii (1,22%)
     Necunoscută (9,66%)
Conform recensământului efectuat în 2021, populația comunei Sarichioi se ridică la 5.226 de locuitori, în scădere față de recensământul anterior din 2011, când fuseseră înregistrați 5.856 de locuitori. Majoritatea locuitorilor sunt români (51,45%), cu o minoritate de ruși lipoveni (38,84%), iar pentru 9,41% nu se cunoaște apartenența etnică. Din punct de vedere confesional, majoritatea locuitorilor sunt ortodocși (51,36%), cu o minoritate de creștini de rit vechi (37,75%), iar pentru 9,66% nu se cunoaște apartenența confesională.

## Politică și administrație
Comuna Sarichioi este administrată de un primar și un consiliu local compus din 15 consilieri. Primarul, Vitali-Cristian Finoghen[*], de la Partidul Social Democrat, este în funcție din 2008. Începând cu alegerile locale din 2024, consiliul local are următoarea componență pe partide politice:
|  | Partid                                   | Consilieri | Componența Consiliului | Componența Consiliului | Componența Consiliului | Componența Consiliului | Componența Consiliului | Componența Consiliului | Componența Consiliului |
|  | ---------------------------------------- | ---------- | ---------------------- | ---------------------- | ---------------------- | ---------------------- | ---------------------- | ---------------------- | ---------------------- |
|  | Partidul Social Democrat                 | 7          |                        |                        |                        |                        |                        |                        |                        |
|  | Partidul Național Liberal                | 3          |                        |                        |                        |                        |                        |                        |                        |
|  | Alianța pentru Unirea Românilor          | 3          |                        |                        |                        |                        |                        |                        |                        |
|  | Comunitatea Rușilor Lipoveni din România | 2          |                        |                        |                        |                        |                        |                        |                        |